# Taha Yassine Khenissi
Taha Yassine Khenissi (Zarzis, 6 de janeiro de 1992) é um futebolista tunisiano que atua como atacante. Atualmente joga pelo Espérance de Tunis.

## Carreira
Taha Yassine Khenissi representou o elenco da Seleção Tunisiana de Futebol no Campeonato Africano das Nações de 2017.